# Gucci Gang
Gucci Gang è un singolo del rapper statunitense Lil Pump, pubblicato originariamente il 27 agosto 2017 sull'account SoundCloud del rapper, ma pubblicato dalle etichette The Lights Global e Warner Bros. su iTunes il 31 agosto seguente.
Si tratta del brano principale realizzato dal rapper di Miami, ed anche di quello che godette del riscontro più positivo mai avuto da Lil Pump dal suo pubblico.

## Descrizione
Il brano è stato scritto da Lil Pump, in collaborazione con Bighead e Gnealz, tra i tanti produttori del mixtape Lil Pump. Pubblicato il 31 agosto 2017, il brano è stato poi incluso nel mixtape del rapper di Miami.
La canzone ha raggiunto la posizione #24 della classifica italiana Top Singoli FIMI ed è stata certificata disco di platino.

### Sonorità
Il brano è caratterizzato da un beat tipicamente trap, che accompagna un testo rap a tratti ripetitivo con un ritornello consistente quasi esclusivamente nella ripetizione delle parole Gucci Gang.

## Video musicale
Lil Pump ha pubblicato il videoclip del brano il 23 ottobre 2017, attraverso la piattaforma YouTube. Grazie alla pubblicazione del video, il brano ha riscosso una certa notorietà, non tanto mediatica quanto più sul web, riscontrando successo così come ampie critiche negative. Attualmente, il video ha ottenuto oltre 1 miliardo di visite.